# Волжина, Наталия Альбертовна

Наталия Альбертовна Волжина (слева) и Раиса Александровна Рубинштейн (1900—1991) в Большой Мурте (1953)

Наталия Альбертовна Волжина (Волжина-Гроссет; 1903, Пенза — 1981, Москва) — советская и российская переводчица

. Член Союза писателей с 1941 года.

## Биография
По материнской линии внучка писателя Валериана Волжина (1845—1919), взяла эту фамилию в качестве литературного псевдонима.
Окончила школу в Пензе и Институт новых языков в Москве, училась также в музыкальном училище. Выступала как переводчик художественной литературы с английского языка начиная с 1929 г., входила в окружение Ивана Кашкина — так называемый круг кашкинцев, сотрудничала в журнале «Интернациональная литература». 
Наибольшей популярностью пользовались переведённые Волжиной романы Этель Лилиан Войнич «Овод», Артура Конан Дойла «Собака Баскервилей» и «Затерянный мир», Джека Лондона «Белый клык», Гарриет Бичер-Стоу «Хижина дяди Тома», Эрнеста Хемингуэя «По ком звонит колокол» и «Острова в океане» (оба совместно с Е. Д. Калашниковой). Нора Галь выделяет среди шедевров Волжиной произведения Джона Стейнбека — роман «Гроздья гнева» и особенно повесть «Жемчужина». Среди других работ переводчицы — романы Чарльза Диккенса «Наш общий друг» (совместно с Н. Л. Дарузес) и «Лавка древностей», Джона Голсуорси «Собственник», Грэма Грина «Сила и слава», «Комедианты» и «Ценой потери», Джеймса Болдуина «Если Бийл-стрит могла бы заговорить», повесть Генри Джеймса «Дэйзи Миллер», пьеса Эдварда Олби «Кто боится Вирджинии Вулф?», рассказы и повести Фрэнсиса Брет Гарта, Шервуда Андерсона, Эрскина Колдуэлла, Марка Твена, Амброза Бирса, Герберта Уэллса, Джойса Кэри и др.
Умерла в 1981 году. Похоронена на Введенском кладбище.